# Eduard von Böltz

Eduard von Böltz am Isonzo 1916 (von dem Maler Ludwig Koch)

Eduard Edler von Böltz (* 13. März 1864 in Birkenberg (Březové Hory); † 8. November 1918 in Odessa) war ein österreichisch-ungarischer Feldmarschallleutnant. Im Ersten Weltkrieg war er Generalstabschef der Balkanstreitkräfte und in dieser Funktion am Serbienfeldzug 1914 und den Isonzoschlachten beteiligt.
Böltz war der letzte Kommandant von Odessa und verstarb hier vermutlich durch Selbstmord.

## Leben und Werk

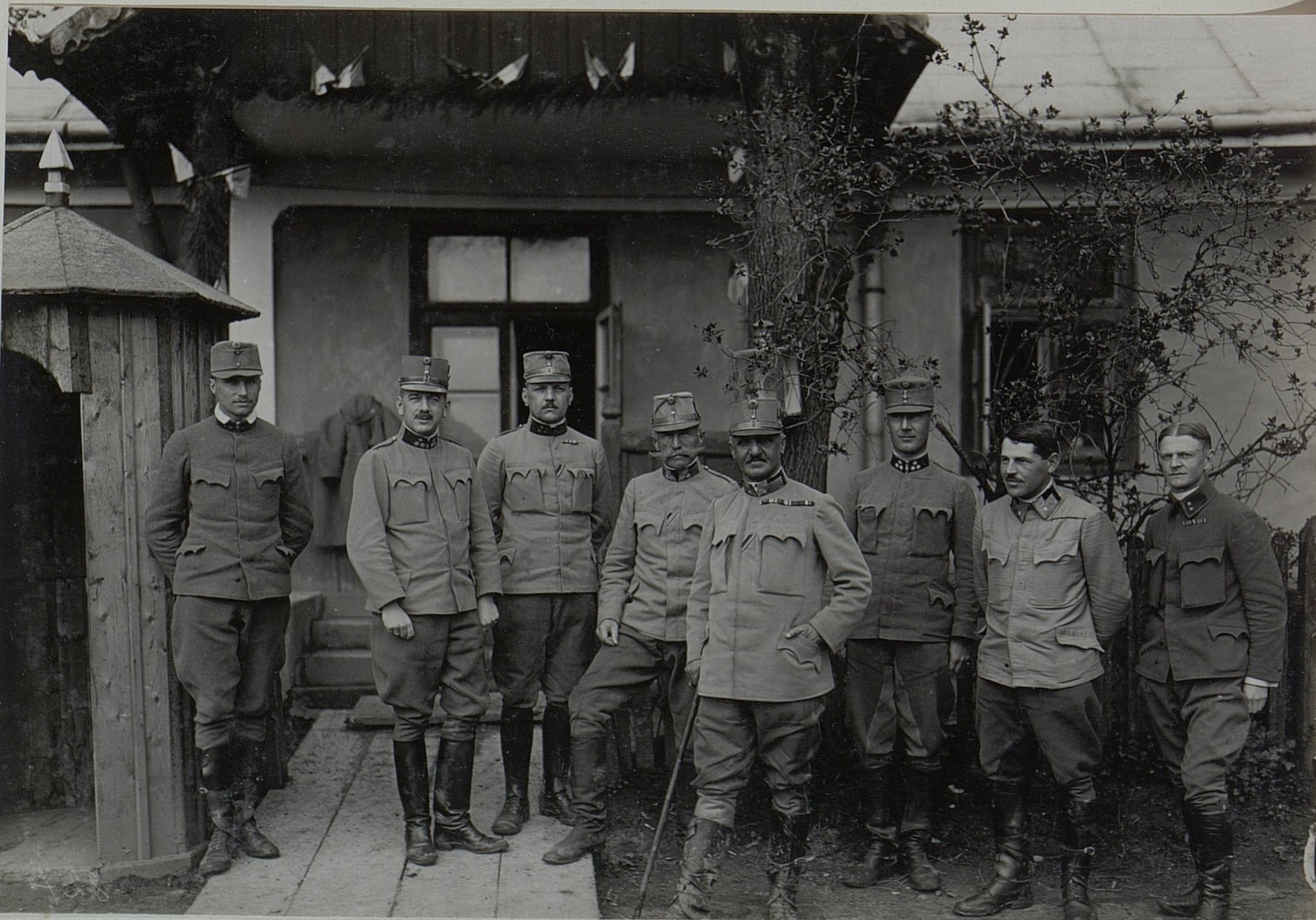
Zentral Feldmarschalleutnant Eduard Edler von Böltz, Kommandant der 19. Infanteriedivision, links hinter dem Fml, Oberst Johann Requier

Eduard von Böltz entstammte einer katholischen Familie aus dem Ort Birkenberg (Březové Hory) bei Příbram. Hier kam er in Kontakt mit der tschechischen Sprache, die er beherrschte. Er absolvierte 1889 die k.u.k. Kriegsschule in Wien. Aufgrund seiner guten Kenntnisse der russischen Sprache wurde er dazu ausgewählt, den russischen Generalstabslehrgang in Kasan zu besuchen. Hier lernte er auch seine spätere russische Frau Nathalia kennen. Böltz galt als musikbegeistert und großer Opernkenner. In den Jahren 1905 und 1906 war er Militärattache in Sofia. Von 1908 bis 1912 war er als Oberst Kommandant des Wiener Infanterieregimentes 4, der Hoch- und Deutschmeister.
Ab dem 12. Juni 1912 war Böltz dem Armeeinspektor in Sarajevo, Oskar Potiorek als präsumtiver Generalstabschef zugeteilt. Am 6. Juli 1912 wurde er als Kommandant der Sarajevoer 9. Gebirgsbrigade eingeteilt. Nach dem Attentat von Sarajevo 1914 setzte Potiorek Böltz als Nachfolger von Erik von Merizzi als Chef des Stabes der 6. Armee im Serbienfeldzug 1914 ein. Böltz wirkte in dieser Funktion u. a. bei den Isonzoschlachten in der 5. Armee. Es diente u. a. Guido Novak von Arienti unter ihm. Böltz war Kommandant der 18. und der 19. Infanteriedivision sowie der 43. Schützendivision. Nach der Schlacht bei Zborów und dem erstmaligen Auftauchen der Tschechoslowakische Legionen auf russischer Seite verteidigte Böltz die tschechischstämmigen Soldaten innerhalb der kuK Armee gegen pauschale Vorverurteilungen.
Nach dem Friedensvertrag von Brest-Litowsk wurde er Gouverneur von Odessa. Seine Hauptaufgabe war es, den Lebensmitteltransport in die österreichisch-ungarische Monarchie sicherzustellen. Nach dem Waffenstillstand von Villa Giusti am 4. November 1918 löste sich die dortige k.u.k Abteilung auf, sodass Böltz daraufhin auf sich alleine gestellt war. Er verstarb am 8. November im Hotel Bristol, wobei nicht klar ist, ob es sich tatsächlich um Selbstmord gehandelt hat, oder er von anderen kuK Soldaten hinterrücks ermordet wurde. Sein Grab befindet sich heute auf dem Friedhof von Odessa.

## Weiteres
- Der Kapellmeister Wilhelm Wacek widmete Böltz den sog. Böltz-Marsch.
- Der Selbstmord von Eduard von Böltz wird auch in dem literarischen Werk Das goldene Kalb der sowjetischen Schriftsteller Ilja Ilf und Jewgeni Petrow thematisiert.
- Auch in den Memoiren von Stepan Szuchewycz schreibt dieser über den Tod Böltzs.

## Zusammenfassung seiner militärischen Laufbahn

### Beförderungen

#### Höhere Dienstgrade
- 03.11.1912 Generalmajor
- 25.08.1915 Feldmarschalleutnant

### Kommando
- 1914 Generalstabchef der Balkanstreitkräfte der K.u.K.-Monarchie
- 01.1915–09.19 Kmdt. 18. Infanteriedivision
- 09.1915–08.1917 Kmdt. 19. Infanteriedivision
- 12.1917–03.1918 Kmdt. 43. Schützen-Division
- 03.1918–11.1918 Stadtkommandant von Odessa